# Genji monogatari

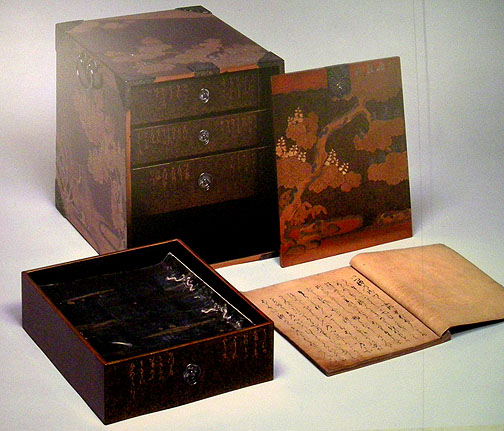
Najstarszy zachowany manuskrypt powieści (XIII w.) i lakowana skrzyneczka (XVII w.)

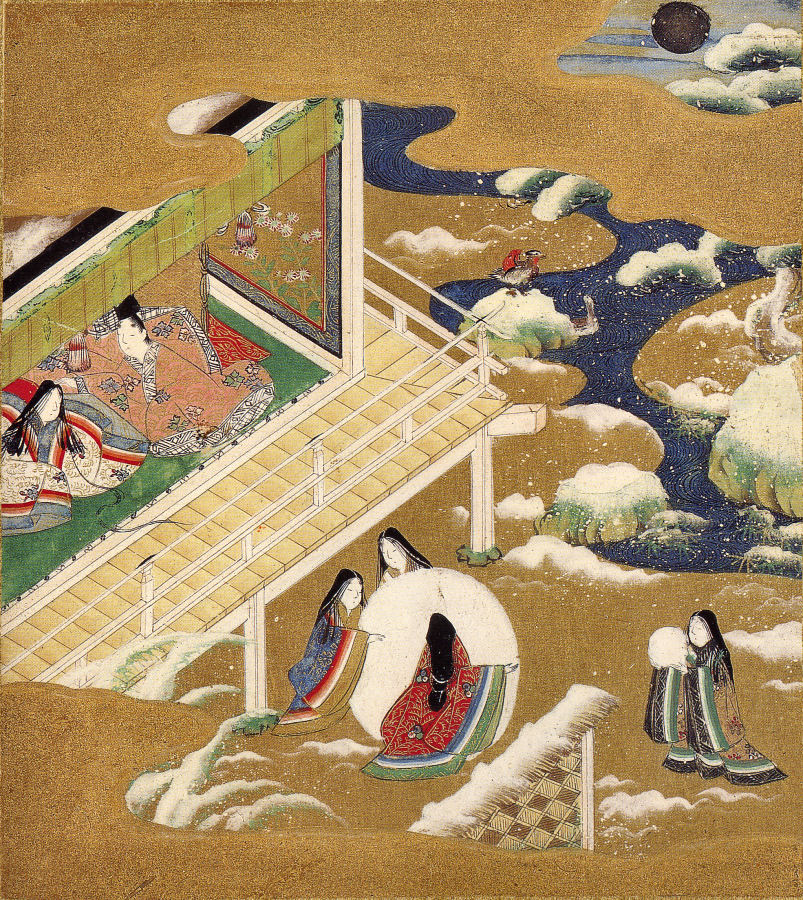
Mitsuoki Tosa, ilustracja z rozdz. 20. pt.: Asagao (Poranny Powój)

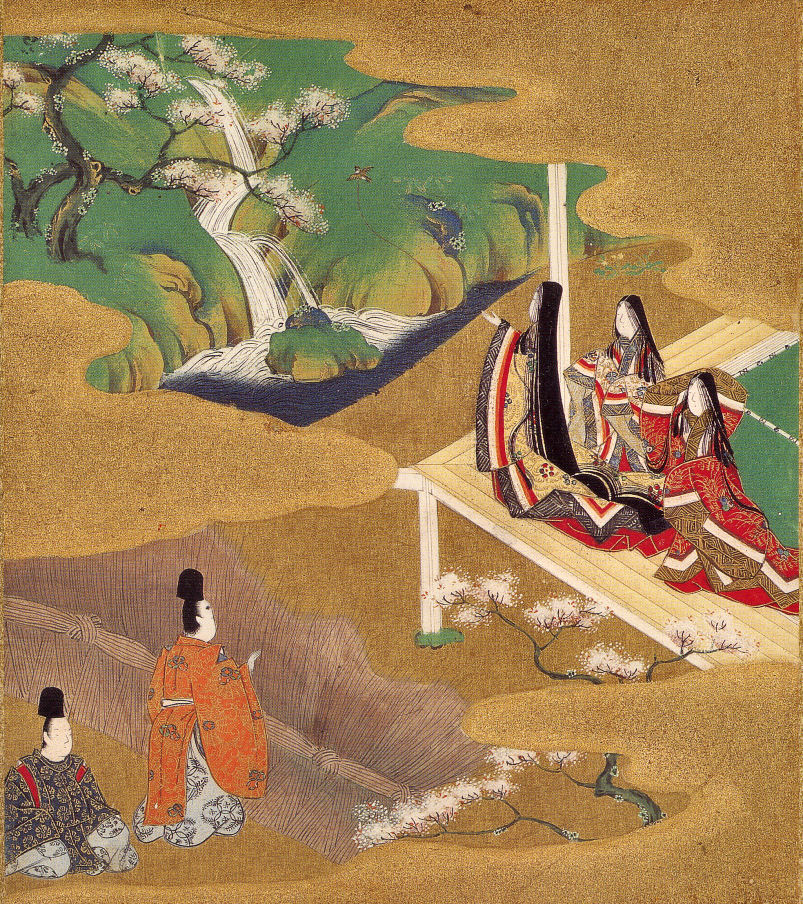
Mitsuoki Tosa, Genji przygląda się Wakamurasaki (Waka-murasaki, Młoda Lawenda), scena z rozdz. V pt.: Wakamurasaki (Młoda Lawenda)

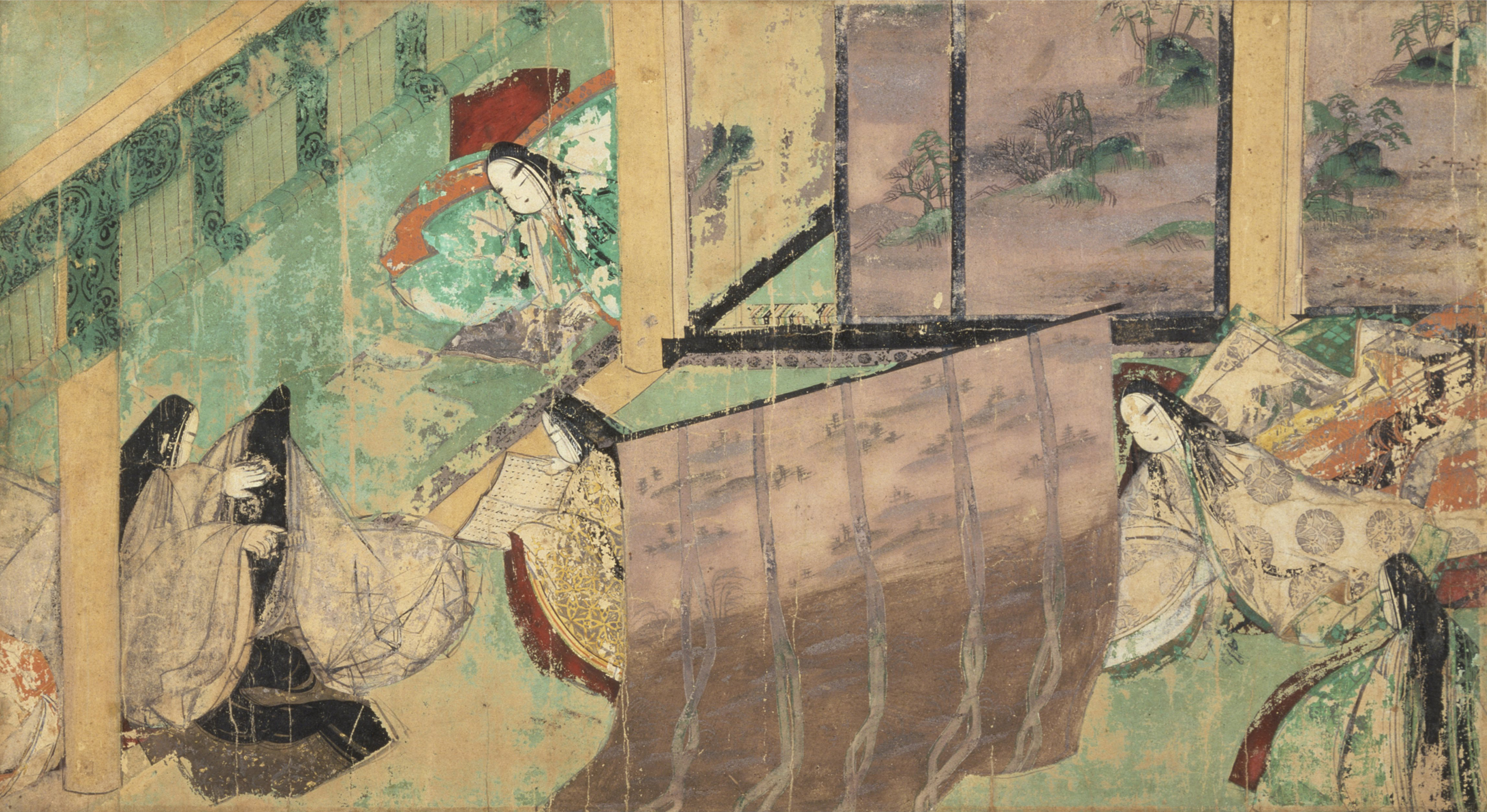
Fragment zwoju Genji monogatari emaki

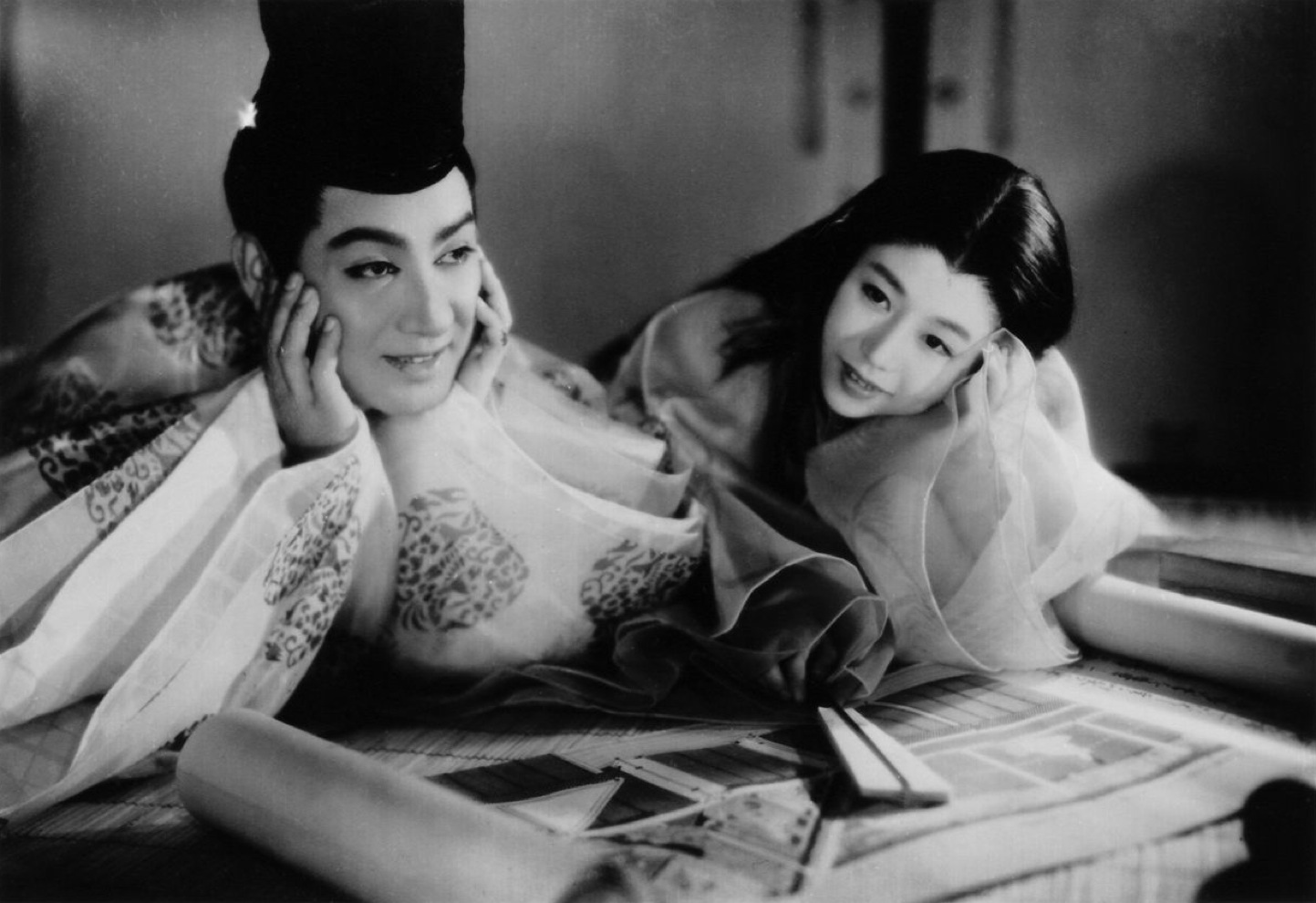
Kadr z filmu „Genji monogatari” (1951)

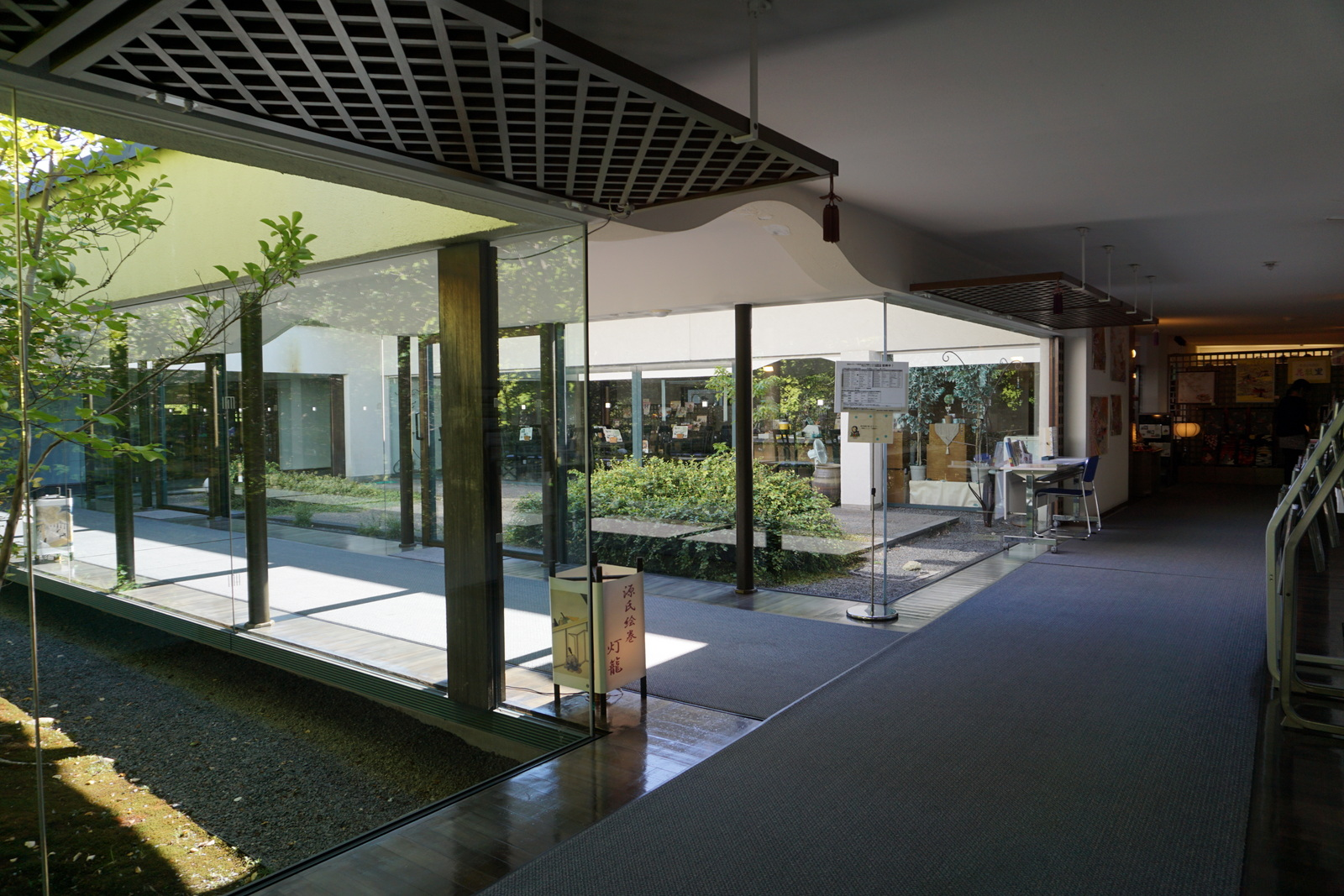
Wnętrze Genji Monogatari Museum

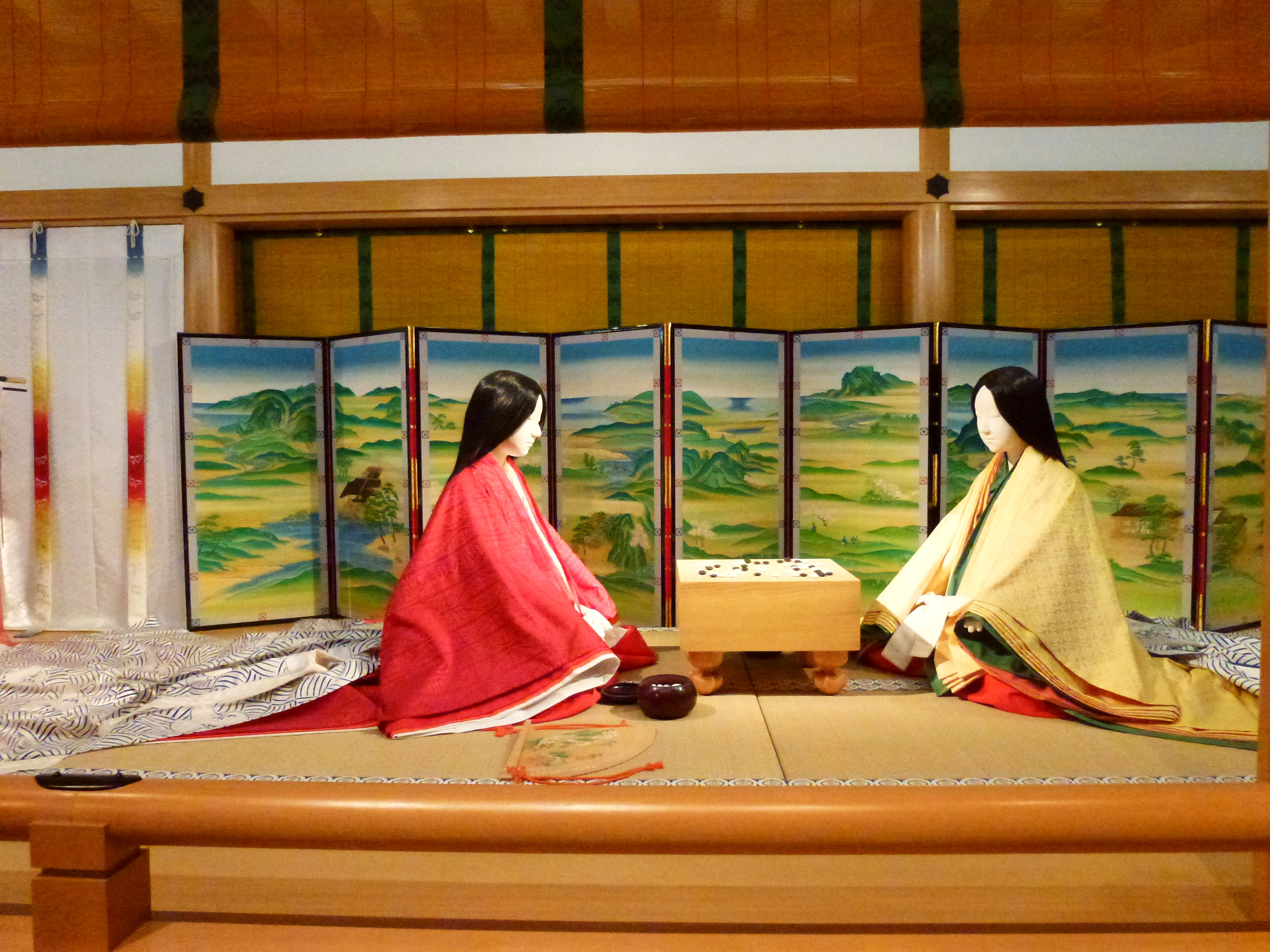
Genji Monogatari Museum (Muzeum Opowieści o Genji) w Uji, scena z powieści, damy dworu w dwunastowarstwowych kimonach (jūni-hitoe) grają w go

Genji monogatari (jap. 源氏物語 Opowieść o Genjim) – klasyczne dzieło literatury japońskiej okresu Heian (794–1185) autorstwa damy dworu Murasaki Shikibu, żyjącej na przełomie X i XI wieku (978?–1016?). 

## Wprowadzenie
Był to okres obfitujący w tworzenie poezji, pamiętników i fikcji przez damy dworu. Ich wrażliwość na naturę i sztukę miłości nadały ton sztuce i literaturze tamtych czasów. Podczas gdy mężczyźni pisali w niezręcznej, naukowej formie języka chińskiego, kobiety opracowały japońskie pismo bardziej pasujące do języka japońskiego. Wywarły one ogromny wpływ na japońską literaturę w późniejszych latach, a sama Genji monogatari i jej autorka – do dziś.
Powstanie opowieści datowane jest na początek XI wieku, szczyt okresu Heian. Za najbardziej prawdopodobną datę podawany jest rok 1008, ale istnieją opinie, iż proces jej tworzenia trwał znacznie dłużej. Genji monogatari jest nazywana pierwszą powieścią w Japonii, pierwszą powieścią psychologiczną, pierwszą nowoczesną powieścią, pierwszą powieścią z klasyki gatunku, a także pierwszą powieścią na świecie. Klasyfikowanie dzieła pozostaje kwestią wciąż nierozstrzygniętą dla badaczy. Pełne tłumaczenie tego dzieła na język polski jeszcze nie powstało. Można się z nim jednak zapoznać m.in. poprzez: 
- fragmenty czterech rozdziałów zawartych w antologii prof. Wiesława Kotańskiego „Dziesięć tysięcy liści. Antologia literatury japońskiej” (wyd. 1961, 2012);
- zbiorczą pracę „Dziesięć wieków Genji monogatari w kulturze Japonii” pod redakcją prof. Iwony Kordzińskiej-Nawrockiej (wyd. 2009)[b];
- opis, analizę i streszczenia wszystkich rozdziałów (1–54), zawartych w „Historii literatury japońskiej” prof. Mikołaja Melanowicza (wyd. 2011);
- opracowania japonistyczne, jak: „Opowieść o Księciu Promienistym: fascynacja na granicy fikcji i rzeczywistości”, „Opowieść o Księciu Promienistym w szponach popkultury. Czy i jak badać dzieła dawne w świetle nowych metodologii?”[4][5];
- książkę angielskiego pisarza, tłumacza i badacza literatury japońskiej, Ivana Morrisa (1925–1976), zatytułowaną „Świat Księcia Promienistego” (wyd. 1973);
- „Dziennik i pieśni” – dzienniki dworskie i pieśni autorstwa Murasaki Shikibu w przekładzie dr Moniki Szyszki, w tym cztery fragmenty Genji monogatari (wyd. 2020).

## O powieści
Zawiera wiele elementów współczesnej powieści: głównego bohatera, wiele ważnych i mniej znaczących postaci, rozbudowaną ich charakterystykę, ciąg zdarzeń rozwijających się wokół życia głównego bohatera i poza nim. W utworze zamiast rozwoju akcji sensu stricto do czynienia mamy z wydarzeniami dziejącymi się „po prostu”, jak w życiu, a rozwój głównych bohaterów związany jest z ich dorastaniem i starzeniem się. Jedną z ważniejszych cech techniki pisarskiej autorki jest zachowanie pełnej konsekwencji i spójności opisu oraz wątków, i to pomimo ponad 400 postaci występujących w utworze. Na przykład wszyscy bohaterowie starzeją się we właściwym tempie i zachowana jest spójność szczegółów dotyczących feudalnych zależności.
Myślą przewodnią powieści jest buddyjskie poczucie nietrwałości i przemijania czasu jako istoty piękna zwanego mono no aware (‘patos rzeczy’, ‘smutek przemijania’). Opisy ceremonii dworskich, odniesienia do literatury klasycznej, japońskiej i chińskiej, nasycenie prozy poezją (795 wierszy tanka) są bogatym źródłem informacji o życiu, wierzeniach, konwencjach i kulcie piękna w X wieku.

## Znaczenie
Genji monogatari jest dziełem niezwykłym, zadziwiającym wnikliwością portretów psychologicznych, delikatnością stylu i sugestywnością opisów. Wielu współczesnych autorów czerpie z niego inspirację. Utwór ceniony jest za spójność wewnętrzną i charakterystykę postaci. Powieściopisarz Yasunari Kawabata (1899–1972), odbierając Nagrodę Nobla (1968), powiedział: „Opowieść o Genjim jest największym osiągnięciem japońskiej literatury. Aż do chwili obecnej nie powstał choćby kawałek prozy, który mógłby się mierzyć z Genjim”.

## Autorka
Autorka pochodziła z rodziny Yoshitady Fujiwary. Jej ojcem był Tametoki Fujiwara, uczony konfucjański, który pisał wiersze po japońsku i po chińsku. Matka była córką Tamenobu z Fujiwarów. Przyjęło się nazywać ją tytułem i stanowiskiem ojca – shikibu no jō (sekretarz w Ministerstwie Ceremonii). Nazwano ją więc Shikibu, a ściślej Tō no Shikibu, gdzie „Tō” jest prawdopodobnie sinojapońskim czytaniem (on’yomi) pierwszej części rodowego nazwiska Fujiwara, czyli „fuji” (glicynia japońska, Wisteria floribunda, ang. Japanese wistaria). Ostatecznie pisarka znana jest pod przydomkiem Murasaki, identycznym z imieniem głównej bohaterki.
Murasaki czytała po japońsku i chińsku, chętnie poezje Bai Juyi (Bo Juyi, jap. Haku Rakuten) i książki o tematyce buddyjskiej. Była wszechstronnie utalentowana – malowała, kaligrafowała, grała na koto. W 996 roku, w wieku 18 lat, wyjechała do prowincji Echizen (ob. północna część prefektury Fukui) nad Morzem Japońskim, gdzie jej ojciec objął stanowisko gubernatora. Rok później powróciła do stolicy, gdzie poślubiła Nobutakę Fujiwara, starszego od niej o 27 lat. Na rok przed jego śmiercią urodziła córkę Kenshi, znaną później jako Daini no Sanmi, poetkę zaliczaną do Trzydziestu Sześciu Mistrzyń Poezji.
Z żalu po stracie męża chciała rzekomo zostać mniszką. Zaniechała tego zamiaru, ale ulegała nastrojom smutku i rozmyślania o miłości i szczęściu kobiety. W tym też nastroju zaczęła pisać Genji monogatari. Uważa się, że znaczną część tej powieści ukończyła przed wstąpieniem na służbę do pałacu cesarskiego. Została damą dworu u córki Michinagi Fujiwary (966–1028), arystokraty, najbardziej wpływowego wówczas męża stanu.

## Opis fabuły
Powieść obejmuje zdarzenia na przestrzeni ok. 70 lat na dworze cesarskim, w stolicy Heian-kyō i jej okolicach (m.in. w Uji). Występuje w niej kilkaset postaci, z których główną jest książę Hikaru Genji, syn cesarza Japonii, a w ostatnich rozdziałach, po śmierci Genjiego, są to: Kaoru (uważany za syna Genjiego), Niou (wnuk Genjiego) i dama Ukifune. Genji jest sinojapońskim czytaniem znaków nazwiska rodu Minamoto (Minamoto – ‘ród źródłowy’), do którego należał Hikaru. Ze względów politycznych Genji zostaje usunięty z cesarskiego dworu i rozpoczyna karierę jako oficer cesarskiej armii.
Powieść koncentruje się na romantycznym życiu urodziwego, utalentowanego, odznaczającego się wybornym gustem i umiejętnościami, a nade wszystko potrafiącego kochać Genjiego. Z niezwykłą dokładnością powieść opisuje zwyczaje panujące wśród arystokracji tamtych czasów. 
Genji był drugim synem japońskiego cesarza i niskiej rangą konkubiny. Jego matka umiera kiedy ma 3 lata, cesarz nie może jej tego wybaczyć. Usłyszawszy o kobiecie zwanej Fujitsubo, księżniczce poprzedniego cesarza, która przypomina jego zmarłą konkubinę, sprowadza ją do swojego pałacu. Genji kocha ją najpierw jako swoją macochę, później jako kobietę. Zakochują się w sobie. Jest to jednak zabronione. Genji jest sfrustrowany zakazaną miłością i zaczyna się kłócić ze swoją żoną Aoi no Ue. Angażuje się w liczne niespełniające jego miłosnych zapotrzebowań związki.
Genji zachorował na „chorobę dziecięcą” (warawa-yami, okori) podobną do malarii i udał się do starego maga (mędrca) mieszkającego na wzgórzach Kitayama w pobliżu Kioto, aby się leczyć. Podczas pobytu tam napotkał piękną dziewczynkę (miała wówczas 10 lat, później znaną jako Murasaki no Ue). Zafascynowany nią dowiaduje się, że jest ona siostrzenicą Fujitsubo. Sprowadza ją do własnego pałacu i rozpoczyna jej edukację, aby została jego idealną partnerką, jak Fujitsubo, z którą spotyka się potajemnie i która rodzi jego syna. Wszyscy oprócz dwojga kochanków uważają, iż niemowlę jest dzieckiem cesarza. Później, młody zostaje następcą tronu, a Fujitsubo cesarzową. Razem z Genjim obiecują zachować tajemnicę.
Genji godzi się ze swoją żoną Aoi, która rodzi mu syna, ale umiera zaraz po porodzie. Pogrążony w smutku Genji odnajduje radość w ramionach damy Murasaki no Ue, z którą się żeni. Ojciec Genjiego – cesarz – umiera, a jego wrogowie przejmują władzę w państwie. Wtedy kolejny sekretny związek Genjiego z konkubiną jego brata, cesarza Suzaku, zostaje ujawniony. Genji nie zostaje publicznie oskarżony, jednak ucieka do prowincji Harima. Tam, wpływowy człowiek o imieniu Akashi no Nyūdō (Mnich z Akashi) zabawia Genjiego. Ten ma romans z córką Akashiego, która rodzi mu córkę. Córka Genjiego zostaje później cesarzową.
Genji otrzymuje przebaczenie od swojego brata i powraca do Kioto. Jego syn zostaje cesarzem i Genji kończy swoją cesarską karierę. Nowy cesarz Reizei świadom tego, że Genji jest jego prawdziwym ojcem podnosi jego rangę do najwyższej z możliwych.
Kiedy Genji osiąga wiek 40 lat, jego życie zaczyna toczyć się wolniej. Jego status polityczny się nie zmienia, jednak życie miłosne powoli się psuje. Żeni się z nową żoną, która go zdradza. Ten związek zmienia stosunki Genjiego z Murasaki, która de facto jest jego nieprawowitą żoną.
Ukochana Genjiego – Murasaki no Ue – umiera. W następnym rozdziale 41. zatytułowanym Iluzja (Maboroshi) Genji rozmyśla o tym jak ulotne jest jego życie. Rozdział ten zaczyna się jakiś czas po śmierci bohatera, więc nie wiadomo, jak dokładnie zmarł.
Pozostała część powieści znana jest jako Rozdziały Uji. Opowiadają one o Niou i Kaoru, którzy są najlepszymi przyjaciółmi. Niou jest księciem z rodu cesarza, synem córki Genjiego, aktualnej cesarzowej. Natomiast Kaoru, znany światu jako syn Genjiego, w rzeczywistości wychowywany jest przez bratanka Genjiego. Rozdziały opowiadają o rywalizacji Niou i Kaoru o kilka córek (w tym tych nieprawowitych) księcia z rodu cesarskiego, który mieszka w Uji, miejscu odległym od stolicy o kilkanaście kilometrów. Powieść urywa się nagle, w momencie gdy Kaoru zastanawia się, czy kobieta, którą kocha nie została przypadkiem ukryta gdzieś przez Niou. Kaoru jest czasem nazywany pierwszym antybohaterem literatury.

## Genji monogatari emaki
Stworzone w XII wieku zwoje Genji monogatari emaki są najstarszym zachowanym przykładem „ilustrowanych zwojów narracyjnych” (monogatari-emaki) w stylu yamato-e. Przedstawiają one sceny z opowieści razem z komentarzami (kotoba-gaki) pisanymi sylabicznym tekstem w stylu sōgana (kursywna forma man'yōgana). Istniejące do tej pory zwoje zawierają jedynie 65 stron tekstu, 19 ilustracji i 9 stron fragmentów, co stanowi zaledwie 15% całości oryginału (pierwotnie 100 obrazów i ponad 300 arkuszy tekstu). 
Gotoh Museum (Gotō Bijutsukan) w Tokio oraz Tokugawa Art Museum (Tokugawa Bijutsukan) w Nagoi przechowują fragmenty zwojów i strzegą ich jako narodowego skarbu. Uważa się, że zostały stworzone na dworze cesarskim, około sto lat po tym, jak Murasaki napisała Opowieść o Genjim. Ten zestaw ilustrowanych zwojów oddaje atmosferę dworskiej kultury tamtych czasów i stanowi wybitne osiągnięcie dzięki znakomitym ilustracjom i skrupulatnie wykaligrafowanym fragmentom tekstu na bogato zdobionym papierze. Wyraziste sceny oddają liryzm opowieści i wewnętrzne uczucia bohaterów.

## Tłumaczenia na współczesny język japoński
Spośród wielu tłumaczeń powieści na współczesny język japoński najlepiej znane i najczęściej czytane są:
- Yosano Genji – dwie wersje sporządzone samodzielnie przez poetkę Akiko Yosano (1878–1942);
- Tanizaki Genji – trzy wersje autorstwa pisarza Jun’ichirō Tanizakiego (1886–1965) wspomaganego przez naukowców i znawców literatury. Publikowane były w latach: 1939–1941, 1951–1954, 1964–1965 przez wydawnictwo Chūō Kōronsha[10][11].

## Adaptacje filmowe
Opowieść o Genjim została przeniesiona na srebrny ekran kilka razy, m.in.: w 1951 przez reżysera Kōzaburō Yoshimurę (1911–2000), w 1966 przez Kona Ichikawę (1915–2008), a w 1987 wersja anime przez Gisaburō Sugii (ur. 1940).

## Muzeum
W mieście Uji, w południowej części prefektury Kioto, znajduje się Genji Monogatari Museum (Uji-shi Genji Monogatari Myūjiamu). Zostało ono otwarte w 1998 roku. Zgromadzono w nim i udostępniono publiczności materiały dotyczące opowieści o księciu Genjim. Można się tam również zapoznać z życiem dworu w okresie Heian.

## Upamiętnienie
W 2000 roku Bank Japonii wprowadził do obiegu nowy banknot o nominale 2000 jenów. Na jego rewersie umieszczono scenę z „Opowieści o Genjim” (zaczerpniętą ze zwoju Genji monogatari emaki) i fragment postaci Murasaki Shikibu (z Murasaki Shikibu nikki emaki).
W 2012 roku parlament Japonii ustanowił dzień 1 listopada Dniem Klasyki (古典の日, Koten no Hi, ang. Classics Day) w celu promowania dzieł klasycznych. Dzień ten został wybrany przez komitet obchodów tysiąclecia Genji monogatari w 2008 roku. Przyjęto bowiem, że właśnie tego dnia przypada rocznica wzmianki o „Opowieści o Genjim” w „Dzienniku Lady Murasaki” (Murasaki shikibu nikki) w 1008 roku. Zgodnie z prawem klasyka obejmuje literaturę, muzykę, sztukę, sztuki sceniczne, styl życia oraz dzieła z dziedziny nauki i filozofii.